# Lydella rufisquamata
Lydella rufisquamata är en tvåvingeart som beskrevs av Macquart 1835. Lydella rufisquamata ingår i släktet Lydella och familjen parasitflugor. Inga underarter finns listade i Catalogue of Life.